# Michael Rasmussen (erhvervsmand)
 For alternative betydninger, se Michael Rasmussen (flertydig). (Se også artikler, som begynder med Michael Rasmussen)
Michael Rasmussen (født 13. november 1964) er en dansk erhvervsmand. Han er koncernchef i Nykredit og formand for Finans Danmark.
Han blev i 1990 cand.polit. fra Københavns Universitet.
I 1991 blev han ansat hos Nordea, hvor han i 2008 blev Head of Banking Products & Group Operations. Ved samme lejlighed indtrådte han i Nordeas koncerndirektion. I 2011 blev han Country Senior Executive & Head of Retail Banking. I 2013 forlod han Nordea til fordel for posten som koncernchef i Nykredit. I 2017 fik han 13,3 mio. kr. i årsløn, hvilket var 1,2 mio. kr. mere end året før.
I 2000 blev Rasmussenmedlem af bestyrelsen i Investeringsfonden for Udviklingslande, og siden 2009 har han haft formandsposten. I 2013 blev Michael optaget som Præsidiemedlem i Mary Fonden. I 2016 trådte han ind i bestyrelsen i Copenhagen Business School. I 2016 blev han ligeledes udpeget som formand for interesseorganisationen Finans Danmark. I 2012 modtog Rasmussen Dannebrogsordenen. 